# ローナ＝ラーゼス
ローナ＝ラーゼス（イタリア語: Lona-Lases）は、イタリア共和国トレンティーノ＝アルト・アディジェ州トレント自治県にある、人口約900人の基礎自治体（コムーネ）。

## 地理

### 位置・広がり
トレント自治県北部に位置するコムーネ。県都トレントから北東へ11kmの距離にある。

#### 隣接コムーネ
隣接するコムーネは以下の通り。
- アルビアーノ
- バゼルガ・ディ・ピネ
- ベドッロ
- チェンブラ・リジニャーゴ (チェンブラ)
- フォルナーチェ
- セゴンツァーノ
- ソヴェール
- ヴァルフロリアーナ

## 行政

### 分離集落
ローナ＝ラーゼスには、以下の分離集落（フラツィオーネ）がある。
- Lases (sede comunale), Lona, Piazzole, Casara, Sottolona

### Comunita di valle
トレント自治県が設置した広域行政組織 Comunita di valle 「ヴァッレ・ディ・チェンブラ」 (it:Comunita della Valle di Cembra)  （事務所所在地: ファヴェル）に属する。